# Martin Ovenstad
Martin Rønning Ovenstad (Drammen, 18 aprile 1994) è un calciatore norvegese, centrocampista del Stoppen.

## Carriera

### Club
Ovenstad cominciò la carriera professionistica con la maglia del Mjøndalen. Debuttò nella 1. divisjon in data 25 aprile 2010, schierato titolare nella sconfitta casalinga per 1-3 contro il Moss. Il 16 maggio 2011 arrivò la prima rete in squadra, nella vittoria per 2-1 sul Sandnes Ulf.
Il 1º dicembre 2011, firmò ufficialmente un contratto triennale con lo Strømsgodset, valido a partire dal 1º gennaio 2012. Esordì nell'Eliteserien il 30 giugno 2012, subentrando a Øyvind Storflor nella vittoria casalinga per 4-0 sullo Hønefoss. Il 6 luglio 2013 realizzò la prima rete nella massima divisione norvegese, nella sconfitta per 2-1 in casa dello Haugesund. Il 18 luglio dello stesso anno, disputò il primo incontro in Europa League: sostituì Trond Olsen nel pareggio per 2-2 contro il Debrecen. A fine stagione, la sua squadra si aggiudicò la vittoria in campionato. Il 1º novembre 2013, rinnovò il contratto che lo legava al club per altre tre stagioni.
Il 25 gennaio 2017, gli austriaci dello Sturm Graz hanno reso noto d'aver acquistato a titolo definitivo il cartellino di Ovenstad, che si è legato al club con un contratto valido per i successivi due anni e mezzo, con opzione per un'ulteriore stagione. Ha esordito in Bundesliga in data 18 febbraio, schierato titolare nella sconfitta casalinga per 0-4 contro l'Austria Vienna. È rimasto in squadra fino a febbraio 2018, totalizzando 5 presenze tra tutte le competizioni.
Il 22 febbraio 2018, Ovenstad ha fatto ritorno in Norvegia, per giocare nello Stabæk con la formula del prestito.
Tornato allo Sturm Graz per fine prestito, in data 7 agosto 2018 ha rescisso il contratto che lo legava al club.
Il 5 settembre successivo ha quindi fatto ritorno allo Strømsgodset, a cui si è legato sino al termine della stagione. Il 4 marzo 2019 ha prolungato l'accordo con il club, fino al 31 dicembre dello stesso anno.
Il 3 giugno 2020, libero da vincoli contrattuali, ha firmato un biennale con il Mjøndalen.

### Nazionale
Ovenstad rappresentò la Norvegia a livello Under-15, Under-16, Under-17, Under-18 e Under-19. Il 5 marzo 2014 ebbe modo di debuttare per la Norvegia under 21, schierato titolare nella sconfitta per 3-2 in amichevole contro la Russia. A maggio 2014 venne convocato dal nuovo commissario tecnico della Nazionale Under-21 Leif Gunnar Smerud in vista della partita valida per le qualificazioni all'Europeo di categoria 2015 contro l'Azerbaigian. Il 1º giugno fu così titolare nella vittoria per 0-1 sul campo degli azeri.

## Statistiche

### Presenze e reti nei club
Statistiche aggiornate all'11 novembre 2022.
| Stagione            | Club                | Campionato          | Campionato | Campionato | Coppe nazionali | Coppe nazionali | Coppe nazionali | Coppe continentali | Coppe continentali | Coppe continentali | Supercoppe | Supercoppe | Supercoppe | Totale | Totale |
| Stagione            | Club                | Comp                | Pres       | Reti       | Comp            | Pres            | Reti            | Comp               | Pres               | Reti               | Comp       | Pres       | Reti       | Pres   | Reti   |
| ------------------- | ------------------- | ------------------- | ---------- | ---------- | --------------- | --------------- | --------------- | ------------------ | ------------------ | ------------------ | ---------- | ---------- | ---------- | ------ | ------ |
| 2010                | Mjøndalen           | 1D                  | 7          | 0          | CN              | 2               | 0               | -                  | -                  | -                  | -          | -          | -          | 9      | 0      |
| 2011                | Mjøndalen           | 1D                  | 29         | 2          | CN              | 3               | 0               | -                  | -                  | -                  | -          | -          | -          | 32     | 2      |
| 2012                | Strømsgodset        | ES                  | 3          | 0          | CN              | 1               | 0               | -                  | -                  | -                  | -          | -          | -          | 4      | 0      |
| 2013                | Strømsgodset        | ES                  | 13         | 1          | CN              | 2               | 0               | UEL                | 2                  | 0                  | -          | -          | -          | 17     | 1      |
| 2014                | Strømsgodset        | ES                  | 13         | 0          | CN              | 2               | 1               | UCL                | 0                  | 0                  | -          | -          | -          | 15     | 1      |
| 2015                | Strømsgodset        | ES                  | 27         | 0          | CN              | 1               | 0               | UEL                | 3                  | 0                  | -          | -          | -          | 31     | 0      |
| 2016                | Strømsgodset        | ES                  | 17         | 1          | CN              | 4               | 1               | UEL                | 0                  | 0                  | -          | -          | -          | 21     | 2      |
| gen.-giu. 2017      | Sturm Graz          | BL                  | 4          | 0          | CA              | -               | -               | -                  | -                  | -                  | -          | -          | -          | 4      | 0      |
| 2017-feb. 2018      | Sturm Graz          | BL                  | 0          | 0          | CA              | 1               | 0               | UEL                | -                  | -                  | -          | -          | -          | 1      | 0      |
| Totale Sturm Graz   | Totale Sturm Graz   | Totale Sturm Graz   | 4          | 0          |                 | 1               | 0               |                    | -                  | -                  |            | -          | -          | 5      | 0      |
| feb.-lug. 2018      | Stabæk              | ES                  | 8          | 0          | CN              | 2               | 0               | -                  | -                  | -                  | -          | -          | -          | 10     | 0      |
| set.-dic. 2018      | Strømsgodset        | ES                  | 5          | 0          | CN              | 2               | 0               | -                  | -                  | -                  | -          | -          | -          | 7      | 0      |
| 2019                | Strømsgodset        | ES                  | 10         | 1          | CN              | 3               | 2               | -                  | -                  | -                  | -          | -          | -          | 13     | 3      |
| Totale Strømsgodset | Totale Strømsgodset | Totale Strømsgodset | 88         | 3          |                 | 15              | 4               |                    | 5                  | 0                  |            | -          | -          | 108    | 7      |
| 2020                | Mjøndalen           | ES                  | 25+1       | 1+0        | -               | -               | -               | -                  | -                  | -                  | -          | -          | -          | 26     | 1      |
| 2021                | Mjøndalen           | ES                  | 29         | 3          | CN              | 1               | 0               | -                  | -                  | -                  | -          | -          | -          | 30     | 3      |
| 2022                | Mjøndalen           | 1D                  | 28         | 8          | CN              | 2               | 3               | -                  | -                  | -                  | -          | -          | -          | 30     | 11     |
| Totale Mjøndalen    | Totale Mjøndalen    | Totale Mjøndalen    | 118+1      | 14+0       |                 | 8               | 3               |                    | -                  | -                  |            | -          | -          | 127    | 17     |
| Totale              | Totale              | Totale              | 218+1      | 17+0       |                 | 26              | 7               |                    | 5                  | 0                  |            | -          | -          | 250    | 24     |

## Palmarès

### Club
- Campionato norvegese: 1

Strømsgodset: 2013